# Matti Nykänen
Matti Ensio Nykänen, finski smučarski skakalec, * 17. julij 1963, Jyväskylä, Finska, † 4. februar 2019. 
Matti Nykänen je najboljši smučarski skakalec vseh časov. V svojem času, osemdesetih dvajsetega stoletja, je prevladoval na tekmovanjih v smučarskih skokih. Osvojil je štire skupne prvenstvene zmage v svetovnem pokalu in nanizal rekordnih 46 zmag. Postavil je tudi rekordno daljavo v poletih. Poleg tega ima na rovašu tudi 5 olimpijskih medalj, devet medalj iz svetovnih prvenstev, od tega 5 zlatih in 22 medalj iz finskih državnih prvenstev, od tega 13 zlatih. 
Po končani karieri od konca 80. let je postal največkrat omenjena finska osebnost v rumenem tisku,
vendar ne zaradi svojih športnih dosežkov, pač pa po svojem razuzdanem življenju, zgrešenih osebnih razmerjih in pevskih ambicijah; med drugim je bil dvakrat obsojen zaradi fizičnih napadov.

## Skakalna kariera
Nykänen je na olimpijskih igrah v Sarajevu leta 1984 osvojil zlato in srebrno medaljo. Njegova prednost 17,5 točke velja za najbolj prepričljivo zmago na zimskih olimpijskih igrah. Bil je tudi prvi skakalec, ki je osvojil zlati medalji na obeh skakalnicah na olimpijskih igrah v Calgaryju leta 1988. Leta 1985 je na poletih v Planici postavil nov svetovni rekord 191 metrov, ki ga je že naslednjo sezono za tri metre izboljšal Poljak Piotr Fijas.
V svetovnem pokalu je dosegel 46 zmag. Svetovni pokal je osvojil rekordnih štirikrat v sezonah 1982/83, 1984/85, 1985/86 in 1987/88, tolikokrat ga je osvojil le še poljska legenda Adam Małysz, dvakrat pa je osvojil prestižno Novoletno turnejo. Na svetovnih prvenstvih v poletih je nastopil petkrat in vsakič je osvojil eno izmed medalj.
O Nykänenu je bil leta 2006 posnet biografski film.

## Dosežki v svetovnem pokalu

### Uvrstitve po sezonah
| Sezona  | Skupno | Poleti | Novoletna |
| ------- | ------ | ------ | --------- |
| 1980-81 | 26.    | N/A    | –         |
| 1981-82 | 4.     | N/A    | 11.       |
| 1982-83 | 1      | N/A    | 1         |
| 1983-84 | 2      | N/A    | 3         |
| 1984-85 | 1      | N/A    | 2         |
| 1985-86 | 1      | N/A    | –         |
| 1986-87 | 6.     | N/A    | 65.       |
| 1987-88 | 1      | N/A    | 1         |
| 1988-89 | 9.     | N/A    | 2         |
| 1989-90 | 19.    | N/A    | 16.       |
| 1990-91 | –      | –      | –         |

### Zmage (46)
| Sezona  | Država/Prizorišče        |
| ------- | ------------------------ |
| 1981/82 | Oberstdorf               |
| 1981/82 | Oslo                     |
| 1981/82 | Kulm                     |
| 1982/83 | Cortina d'Ampezzo        |
| 1982/83 | Innsbruck                |
| 1982/83 | Lake Placid              |
| 1982/83 | Lake Placid              |
| 1982/83 | Thunder Bay              |
| 1982/83 | Vikersund                |
| 1982/83 | Vikersund                |
| 1982/83 | Vikersund                |
| 1982/83 | Falun                    |
| 1982/83 | Planica                  |
| 1983/84 | Sarajevo                 |
| 1983/84 | Lahti                    |
| 1983/84 | Lahti                    |
| 1983/84 | Oberstdorf (K-180)       |
| 1983/84 | Oberstdorf (K-180)       |
| 1984/85 | Innsbruck                |
| 1984/85 | Saporo                   |
| 1984/85 | Lahti                    |
| 1984/85 | Oslo                     |
| 1984/85 | Strbske Pleso            |
| 1984/85 | Strbske Pleso            |
| 1985/86 | Harrachov                |
| 1985/86 | Kligenthal               |
| 1985/86 | Saporo                   |
| 1985/86 | Saporo                   |
| 1985/86 | Lahti                    |
| 1985/86 | Lahti                    |
| 1985/86 | Planica                  |
| 1986/87 | Thunder Bay              |
| 1986/87 | Thunder Bay              |
| 1986/87 | Saporo                   |
| 1986/87 | Saporo                   |
| 1987/88 | Garmisch - Partenkirchen |
| 1987/88 | Innsbruck                |
| 1987/88 | Bischofshofen            |
| 1987/88 | St. Moritz               |
| 1987/88 | Lahti                    |
| 1987/88 | Lahti                    |
| 1988/89 | Saporo                   |
| 1988/89 | Garmisch - Partenkirchen |